# Вілла «Діва»
Вілла «Діва» — вілла початку XX століття в стилі неокласицизму, пам'ятка архітектури в кримському містечку Сімеїз.

## Історія
Історія вілли «Діва» тісно пов'язана із життям її власників, розбудовою курортної зони в Сімеїзі (з середини ХХ століття) та історією містечка в минулому столітті. Мешканці селища і приїжджі вважають її місцевою пам'яткою історії та архітектури.

### Передісторія
В Російській імперії було заведено, що вельможі, особливо царі, жалували своїм підлеглим чималі наділи землі, зазвичай, з народом, що там жив. Найбільше такій вислузі раділи військові, адже після кожної вдалої військової кампанії імперія обростала землями, які й розподілялися між загарбниками. Так на кримські землі й прийшли землевласниками: російські графи, царські німці-вислужники та поселенці, кавказькі князі, купецькі роди та попи.
Саме так сталося і в Сімеїзі, після російсько-турецької війни (1768—1774 роки) більшість турків-османів з Кримського півострова подались в Османську імперію. Російська імператриця Катерина ІІ віддячувалася своїм підданим-військовим, наділивши сімеїзькими землями: князя Наришкіна, графа Потоцького, графа Мілютіна, князя Кочубея, графа Ревеліоті, графа Мордвинова. Невдовзі на ці землі навідався російський промисловик і мільйонер Сергій Іванович Мальцев, йому сподобалось це місце й він вирішив збудувати тут курортну зону, витративши на це чимало зусиль. І вже в 1894 році, його діти управляли в Сімеїзі землею в 567 десятин, отримавши її у спадщину.
Брати Мальцеви (столичні придворні), не мали серйозних намірів на такий спадок і вирішили продати маєток, але на таку величезну ділянку не знайшлось покупців, тому брати додумались продавати його по частинам. Та перш ніж виставити ділянки на продаж, Мальцеви провели ландшафтні та геологічні дослідження, провівши водогін, каналізацію, мостили вулиці. І вже тоді, коли вони запропонували паї на дачі в селищі (поруч якого часто відпочивала царська родина), покупців знайшлось багато (до 1913 року з 167 ділянок залишилися непроданими тільки 78).
Розпродавши більшість землі, Мальцеви ще подарували містечку парк (успадкований від батька), адже брати отримали багато прибутків від земельної оборудки. Нові власники паїв були заможними, тому хизувалися, що можуть жити ближче до царської родини, а для більшої престижності ще й запросили для своїх вілл відомого архітектора Миколу Петровича Краснова, який спроектував Лівадійський палац. Отож, зовсім скоро, в селищі Сімеїз постав комплекс відпочинкових будинків, що відповідали естетиці російської палацової архітектури ХХ століття.

### Закладка вілли
Сімеїзькі краєвиди запали в душу Василю Кузьменку ще з дитинства, коли він з батьками проводив літній відпочинок на березі моря. Вже будучи статечним чоловіком і царським чиновником він не раз відвідував ці місцини, а коли доля закинула його до Криму працювати в Сімферополі, то він вирішив пов'язати останні роки життя в Сімеїзі. Працюючи на залізниці, він подружився з Іваном Мальцевим (який опікувався прокладкою залізничної колії через Сімеїз) і піддався на його пропозицію стати частинкою Нового Сімеїзу. Інженер-залізничник Кузьменко був в числі перших покупців земельних паїв у Мальцевих, ділянка №%5, загальною площею 319 квадратних сажнів, була придбана в 1904 році, а через кілька років там уже виріс великий дім з колонами та ротондами в стилі неокласицизму.
Родина Василя Михайловича Кузьменка в'їхала в новий дім, а частину приміщень зарезервували для своїх родичів чи знайомих, коли ті приїжджали на відпочинок. Так на віллі «Діва» відпочивали: Іван Іванович Пузанов (вчений природознавець), Іван Самсонович Щербаков (архітектор-інженер) та інші гості. Невдовзі, коли курорт Новий Сімеїз став популярним, родина мала ще й додатковий дохід, перетворивши частину приміщень в пансіон, куди селилися відпочиваючі із купецьких та міщанських родин. Маючи хороші стосунки в Товаристві курорту Сімеїз та з братами Мальцевими, Василь Кузьменко пригледів собі і викупив ще одну ділянку, яка знаходилася ближче до моря та упиралася в скелі.

### Розквіт вілли і зміна власників
Розквіт вілли припав на початок ХХ століття та часи Першої світової війни, коли велика кількість ранених та травмованих російських офіцерів були спрямовані до Криму, щоби поправити їхнє здоров'я. Контраст між лихом війни та відпочинком в поєднанні з цілющими властивостями Кримських гір та моря популяризував Новий Сімеїз, як серед знаті так і простих росіян. Власники маєтків радо віддавали свої будівлі під пансіони для військових (хто з патріотичних мотивів, а хто і з фінансових), хоч частина з них так і не виживала. Через військові дії, які охопили всю Європу, російські вельможі не мали змоги їздити на відпочинок до Італії, Франції, Балкан, тому Крим став для них чи не єдиною місциною для мандрів, а ще до того, про перші вілли Сімеїзу заговорили в Росії. Побудована однією з перших, «Діва» приваблювала гостей та мандрівників:
|  | Майже всі дачі Нового Сімеїзу з теплими сонячними кімнатами і балконами з прекрасним видом на море, гори і скелі. Стіл, найрізноманітніший за якістю, від кухарського до домашнього, можна мати за 9 — 10 рублів страву на місяць. На деяких дачах є хороші, що користуються заслуженою популярністю, пансіони. Пансіон — сніданок з 2-х страв, обід з 3-х страв 45 рублів в місяць; повний пансіон — 55 — 60 рублів у місяць. Між Алупкою і Новим Сімеїзом (через Старий Сімеїз) курсує по 2 — 3 рази на день постійний мальпост по 25 копійок за місце. Крім того, невеликі пароплави підтримують сполучення між Сімеїзом, Алупкою і Ялтою по 2 — 3 рази на день. Завжди можна дістати автомобіль, екіпажі, верхових коней і човни. Облаштовані морські та прісні ванни. Є бібліотека, аптека, постійний лікар. У Новому Сімеїзі з успіхом застосовується крім кліматичного лікування повітрям, озонованим рясними зарослями диких кипарисів і багаторічних ялівців, — лікування морськими ваннами і купанням, сонячними ваннами, масажем, виноградом і (взимку) стерилізованим виноградним соком. Перевага Нового Сімеїзу — відсутність всієї тієї метушні, штовханини і шуму, які роблять нестерпними чимало курортних місць. Він скромно відсунувся вбік від метушливої смуги, щоб дати своїм приїжджим тишу, спокій, відпочинок без розгулу ресторанного життя, без грубості міської черні, без марнославства й манірності так званих модних курортів |

Місцеві власники користалися виниклою ситуацією в країні, вілли Сімеїзу були заповнені, земля подорожчала в кілька разів, налагоджувалася інфраструктура та розвивалися міста, до селища потягнулися відомі в країні багачі, які вважали ці вілли вдалим вкладенням капіталу, одним з них був власник маєтку Карпівка (неподалік Сімеїзу) — М.І Карпов, який і викупив «Діву» у Кузьменків (які тепер мали вільні кошти для розбудови своєї нової ділянки). Землевласник Карпов володів віллою недовго, вже в 1916 році вона була продана смоленському купцю І гільдії Дмитру Віталійовичу Кувшинникову, відомому на Смоленщині, який, розбагатівши на військових підрядах, понадіявся вкласти свій капітал в курорт Новий Сімеїз. Всі плани нових та старих власників вілл перекреслили революційні часи та громадянська війна в Росії.

### Радянські часи
Після приходу в 1921 році більшовиків всі дачі і пансіонати були націоналізовані. Незаконно присвоївши майно багатіїв, комісари не могли ним усім управляти, тому ті будинки чи квартири де ще жили їхні власники (якщо не втекли за кордон) вони запропонували викупити (оскільки молода радянська влада потребувала фінансів, то таким чином поповнювала казну). Ймовірно, що лікар Карпов, який уже мав нову віллу та залишався впливовим ще й за більшовиків міг посприяти родині Лансере в їх намірі створити оздоровчий пансіонат «Селям» на базі кількох вілл, що залишилися після еміграції їх власників. Комісарам було того мало і під різними приводами вони вигадували нові побори, так в часи НЕПу в кримських власників вілл і садиб майно вилучили і запропонували його вже винаймати (мотивуючи тим, що в Країні Рад приватного немає нічого, а все суспільне). Довелося власникам кримського майна пристати й на такі умови, облаштовуючи свої вілли під уже радянські пансіонати й санаторії. Посилення більшовицької влади (кінець 20-х років XX століття) закінчилося остаточним відбором власності, тоді ж втрачаються сліди сімей Лансере, Карпова в Криму, а більшовики передали «Діву» до складу комплексу протитуберкульозного пансіонату «Селям». В часи Другої світової війни вілла не постраждала.
Після війни радянська влада поновила в містечку Сімеїз курорт і передала вілли пансіонату «Селям» (в тому числі віллу Павлова-Кувшинникова) під санаторій «Юність», де оздоровлювали і лікували дітей від туберкульозу. Щоби полегшити перебування хворих і персоналу, всі приміщення всередині були переплановані так, як це вимагалось для лікувального закладу і постійно проводили ремонтно-реставраційні роботи в його корпусах (колишніх сімеїзьких віллах). Популярність курорту принесло ефективне лікування діток, як наслідок санаторій нарекли «імені В. І. Леніна» і вважали другим «Артеком».

### Сучасність
З дня проголошення незалежності України, санаторій «Юність» переданий на баланс міністерства охорони здоров'я України, і вілли (корпуса санаторію) також. Сам будинок вілли «Діва» знаходиться на захід від центру містечка Сімеїз, за адресою: вул. Радянська 35 і в ньому навчаються діти санаторію (санаторна школа для дітей, які цілий рік перебувають на лікуванні). Рішенням КО від 20 лютого 1990 року вілла «Діва» занесена у список архітектурних пам'яток місцевого значення
На жаль, пам'ятка історії та архітектури належно не оцінена управителями лічниці: не проводилися ні капітальні ремонти, ні поточні, як наслідок споруда занепадає, як й інші вілли курорту Новий Сімеїз, ймовірно, це робиться навмисне, аби перепродати уже «приміщення без господаря» приїжджим багатіям чи владним персонам.
Після захоплення Росією українських земель в 2014 році, російський уряд залишив в дії українські природоохоронні закони в анексованому Криму.

## Власники садиби
За всю свою історію вілла «Діва» перебувала в приватній та державній власності:
- Кузьменко Василь Михайлович (1880—1964) — російський інженер-залізничник[18], дослідник Криму. Керував Московсько-Київсько-Воронезькою залізницею, але за підтримку страйкарів (в 1905 році) був розжалуваний та відправлений у відставку. Після відставки подався до Криму, де ще кілька років пропрацював на залізниці в Сімферополі, а потім переселився до Сімеїзу. Побудувавши одним з перших власну віллу, був зачинателем і натхненником подальшого розвитку курорту Сімеїз. Популяризував Крим, зокрема Сімеїз, видавши дві книжки-путівники «Новый Симеиз и его окрестности на Южном Берегу» (1913) и «Очерки Южного берега и горной части Крыма» (1915)[19] Перед війною знову повернувся на залізницю і дослужився до першого заступника начальника Південної залізниці, з присвоєння статусу радника. За чималі вислуги вихідця з селянської родини удостоєно дворянського чину[20] Оскільки, Кузьменко виходець з селянської родини і фахівець-залізничник, більшовики не одразу позбулися його, підтвердженням тому є перебування його сім'ї на віллі «Нюкта» (хоча й невідомо в яких умовах). Очевидно, Василь Кузьменко налагоджував залізничний транспорт для більшовиків в СРСР;
- М. І. Карпов — кримський землевласник (XIX—XX століть), власник маєтку поблизу Сімеїзу;
- Кувшинников Дмитро Віталійович — смоленський купець І гільдії;
- Сімеїзька селищна рада — в часи Радянського союзу вілла була націоналізована і стала державною власністю, а пізніше облаштували пансіонат для хворих на різні болячки. Пансіонат носив ту ж назву «Селям» і саме до нього було долучено віллу «Хризоліт» разом із територією, проіснував до початку 2-ї світової війни;
- Санаторій «Юність» — управляв віллою після Другої світової і колишня вілла стала одним із корпусів протитуберкульозного закладу Міністерства охорони здоров'я України.

## Опис будівлі
Архітектурний ансамбль вілли (в стилі неокласицизму) створив Василь Михайлович Кузьменко (спроектував та збудував), якому, ймовірно, допомагав Яків Семенов, відомий забудовник Нового Сімеїзу.
Земельна ділянка знаходилася на складному ландшафті, щоби побудувати віллу Василю Кузьменку довелося спроектувати вирівнювальний майданчик, який згодом став цоколем і вже на ньому розміщалася вся двоповерхова споруда. На цоколі зводилися стіни і, за формою, постала прямокутна будівля з великими й широкими вікнами. Стиль неокласицизму поєднував елементи античності і раннього класицизму: колони, ротонди, портики та горизонтальне шарування, завдяки перепадам висот по фасаду та вкрапленням відкритих терас.
Вхід до «Діви» починався з високих фасадних сходів, які вели в парадну залу. Всередині, на території вілли висаджені декоративні рідкісні саджанці дерев і кущів, які сформували внутрішній парковий двір.